# Broń artyleryjska

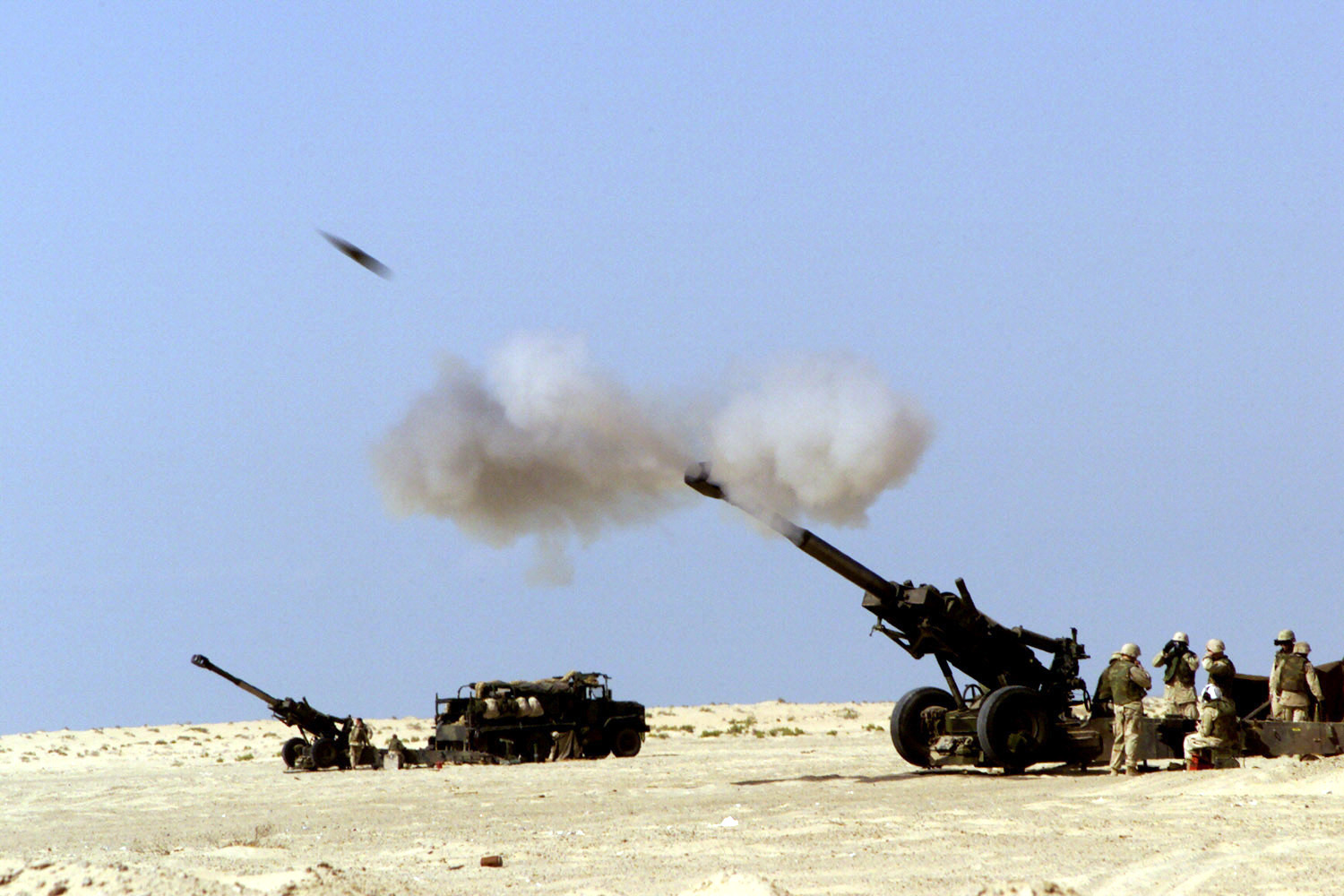
Broń artyleryjska (haubica M198) podczas ostrzału

Broń artyleryjska – rodzaj broni palnej, strzelającej pociskami wypełnionymi różnego rodzaju materiałami wybuchowymi (z wyjątkiem pocisków przeciwpancernych zwykłych i podkalibrowych), przeznaczony do niszczenia siły żywej, sprzętu bojowego oraz burzenia urządzeń i umocnień fortyfikacyjnych i obronnych przeciwnika. Przyjmuje się umownie, że obejmuje broń palną o kalibrze większym niż 20 mm (poniżej tej granicy mamy do czynienia z bronią strzelecką).
Pod względem przeznaczenia taktycznego dzieli się na armaty, haubice, haubicoarmaty (armatohaubice), moździerze, działa bezodrzutowe i inne artyleryjskie środki walki. Z uwagi na rodzaj wojsk, w jakich jest używana wyróżnia się broń artyleryjską lądową, lotniczą oraz morską (okrętowa i nadbrzeżna), a w zależności od środka ciągnącego dzieli się na: holowaną i samobieżną.